# 2015-ös IIHF divízió I-es jégkorong-világbajnokság
A 2015-ös IIHF divízió I-es jégkorong-világbajnokság A csoportját Krakkóban, Lengyelországban április 19. és 25. között, a B csoportját Eindhovenben, Hollandiában rendezték április 13. és 19. között.
Az A csoport rendezését eredetileg az ukrajnai Doneck kapta, de visszalépett.
A vb-n tizenkét válogatott vett részt, a két csoportban 6–6. Az A csoport első két helyén végző válogatott feljutott a főcsoportba, így részvételi jogot szerzett a 2016-os IIHF jégkorong-világbajnokságra. Az A csoport utolsó helyezettje kiesett a B csoportba. A B csoport első helyezettje feljutott az A csoportba, az utolsó helyezett pedig a divízió II A csoportjába került.

## Résztvevők
A világbajnokságon az alábbi 12 válogatott vett részt.
A csoport
| Csapat        | Kvalifikáció módja                                                              |
| ------------- | ------------------------------------------------------------------------------- |
| Olaszország   | Előző évben a főcsoport 15. helyén végzett és kiesett.                          |
| Kazahsztán    | Előző évben a főcsoport 16. helyén végzett és kiesett.                          |
| Japán         | Előző évben a divízió I A csoportjának 3. helyén végzett.                       |
| Ukrajna       | Előző évben a divízió I A csoportjának 4. helyén végzett.                       |
| Magyarország  | Előző évben a divízió I A csoportjának 5. helyén végzett.                       |
| Lengyelország | Rendező, előző évben a divízió I B csoportjának 1. helyén végzett és feljutott. |

B csoport
| Csapat         | Kvalifikáció módja                                                      |
| -------------- | ----------------------------------------------------------------------- |
| Dél-Korea      | Előző évben a divízió I A csoportjának 6. helyén végzett és kiesett.    |
| Horvátország   | Előző évben a divízió I B csoportjának 2. helyén végzett.               |
| Litvánia       | Előző évben a divízió I B csoportjának 3. helyén végzett.               |
| Nagy-Britannia | Előző évben a divízió I B csoportjának 4. helyén végzett.               |
| Hollandia      | Rendező, előző évben a divízió I B csoportjának 5. helyén végzett.      |
| Észtország     | Előző évben a divízió II A csoportjának 1. helyén végzett és feljutott. |

## Eredmények
Az időpontok helyi idő szerint értendők.

### A csoport
| Jelmagyarázat                                        |
| ---------------------------------------------------- |
| Feljutott a 2016-os IIHF jégkorong-világbajnokságra. |
| Kiesett a divízió I B-be.                            |

| Nemzet        | M | Gy | HGy | HV | V | G+ | G- | Gk  | P  |
| ------------- | - | -- | --- | -- | - | -- | -- | --- | -- |
| Kazahsztán    | 5 | 5  | 0   | 0  | 0 | 23 | 6  | +17 | 15 |
| Magyarország  | 5 | 4  | 0   | 0  | 1 | 14 | 11 | +3  | 12 |
| Lengyelország | 5 | 2  | 0   | 0  | 3 | 9  | 9  | 0   | 6  |
| Japán         | 5 | 2  | 0   | 0  | 3 | 10 | 16 | −6  | 6  |
| Olaszország   | 5 | 1  | 1   | 0  | 3 | 7  | 12 | −5  | 5  |
| Ukrajna       | 5 | 0  | 0   | 1  | 4 | 8  | 17 | −9  | 1  |

| 2015. április 19. 13:00 | Magyarország | 4–2 (1–1, 1–1, 2–0) | Japán | Kraków Arena, Krakkó Nézőszám: 2543 |

| Jegyzőkönyv | Jegyzőkönyv  | Jegyzőkönyv                            | Jegyzőkönyv     | Jegyzőkönyv                                                                             |
| --- | ------------ | -------------------------------------- | --------------- | --------------------------------------------------------------------------------------- |
| | Rajna Miklós | Kapusok                                | Yutaka Fukufuji | Játékvezetők: Andris Ansons Marc Wiegand Vonalbírók: Dmitri Golyak Wojciech Moszczyński |
| \| \| 0–1 \| 01:36 – Obara (Minoshima, Nishiwaki) \| \| Koger (Banham, Sarauer) – 09:44 \| 1–1 \| \| \| \| 1–2 \| 30:40 – Hirano (Yanadori, Yamada) (EA) \| \| Erdély (Sebők, Hári) – 31:04 \| 2–2 \| \| \| Banham (Sarauer, Magosi) (PP) – 56:35 \| 3–2 \| \| \| Hári (Orbán, Erdély) (ENG) – 58:54 \| 4–2 \| \| |              |                                        |                 | Játékvezetők: Andris Ansons Marc Wiegand Vonalbírók: Dmitri Golyak Wojciech Moszczyński |
| 2 perc | Büntetések   | 8 perc                                 |                 | Játékvezetők: Andris Ansons Marc Wiegand Vonalbírók: Dmitri Golyak Wojciech Moszczyński |
| 28 | Lövések      | 23                                     |                 | Játékvezetők: Andris Ansons Marc Wiegand Vonalbírók: Dmitri Golyak Wojciech Moszczyński |
| | 0–1          | 01:36 – Obara (Minoshima, Nishiwaki)   |                 | Játékvezetők: Andris Ansons Marc Wiegand Vonalbírók: Dmitri Golyak Wojciech Moszczyński |
| Koger (Banham, Sarauer) – 09:44 | 1–1          |                                        |                 | Játékvezetők: Andris Ansons Marc Wiegand Vonalbírók: Dmitri Golyak Wojciech Moszczyński |
| | 1–2          | 30:40 – Hirano (Yanadori, Yamada) (EA) |                 | Játékvezetők: Andris Ansons Marc Wiegand Vonalbírók: Dmitri Golyak Wojciech Moszczyński |
| Erdély (Sebők, Hári) – 31:04 | 2–2          |                                        |                 |                                                                                         |
| Banham (Sarauer, Magosi) (PP) – 56:35 | 3–2          |                                        |                 |                                                                                         |
| Hári (Orbán, Erdély) (ENG) – 58:54 | 4–2          |                                        |                 |                                                                                         |

| 2015. április 19. 16:30 | Ukrajna | 2–5 (0–2, 0–1, 2–2) | Kazahsztán | Kraków Arena, Krakkó Nézőszám: 2108 |

| Jegyzőkönyv | Jegyzőkönyv         | Jegyzőkönyv                                         | Jegyzőkönyv     | Jegyzőkönyv                                                                    |
| --- | ------------------- | --------------------------------------------------- | --------------- | ------------------------------------------------------------------------------ |
| | Eduard Zakharchenko | Kapusok                                             | Pavel Poluektov | Játékvezetők: Gebei Péter Marcus Linde Vonalbírók: Andrew Dalton Matjaž Hribar |
| \| \| 0–1 \| 07:13 – Dallman (PP) \| \| \| 0–2 \| 14:40 – Metalnikov (Krasnoslobodtsev, Rymarev) \| \| \| 0–3 \| 31:06 – Krasnoslobodtsev (Rymarev, Litvinenko) (PP) \| \| Nimenko (Varlamov, Kugut) (PP) – 46:39 \| 1–3 \| \| \| \| 1–4 \| 47:59 – Rudenko (Polishuk) \| \| \| 1–5 \| 58:07 – Rymarev (Savenkov) \| \| Mikhnov (Gnidenko, Blagy) – 59:34 \| 2–5 \| \| |                     |                                                     |                 | Játékvezetők: Gebei Péter Marcus Linde Vonalbírók: Andrew Dalton Matjaž Hribar |
| 8 perc | Büntetések          | 8 perc                                              |                 | Játékvezetők: Gebei Péter Marcus Linde Vonalbírók: Andrew Dalton Matjaž Hribar |
| 16 | Lövések             | 24                                                  |                 | Játékvezetők: Gebei Péter Marcus Linde Vonalbírók: Andrew Dalton Matjaž Hribar |
| | 0–1                 | 07:13 – Dallman (PP)                                |                 | Játékvezetők: Gebei Péter Marcus Linde Vonalbírók: Andrew Dalton Matjaž Hribar |
| | 0–2                 | 14:40 – Metalnikov (Krasnoslobodtsev, Rymarev)      |                 | Játékvezetők: Gebei Péter Marcus Linde Vonalbírók: Andrew Dalton Matjaž Hribar |
| | 0–3                 | 31:06 – Krasnoslobodtsev (Rymarev, Litvinenko) (PP) |                 | Játékvezetők: Gebei Péter Marcus Linde Vonalbírók: Andrew Dalton Matjaž Hribar |
| Nimenko (Varlamov, Kugut) (PP) – 46:39 | 1–3                 |                                                     |                 |                                                                                |
| | 1–4                 | 47:59 – Rudenko (Polishuk)                          |                 |                                                                                |
| | 1–5                 | 58:07 – Rymarev (Savenkov)                          |                 |                                                                                |
| Mikhnov (Gnidenko, Blagy) – 59:34 | 2–5                 |                                                     |                 |                                                                                |

| 2015. április 19. 20:00 | Lengyelország | 1–2 (0–1, 1–1, 0–0) | Olaszország | Kraków Arena, Krakkó Nézőszám: 9456 |

| Jegyzőkönyv | Jegyzőkönyv                           | Jegyzőkönyv                         | Jegyzőkönyv     | Jegyzőkönyv                                                                  |
| --- | ------------------------------------- | ----------------------------------- | --------------- | ---------------------------------------------------------------------------- |
| | Rafał Radziszewski Przemysław Odrobny | Kapusok                             | Andreas Bernard | Játékvezetők: René Hradil Viki Trilar Vonalbírók: Rene Jensen Tibor Rovenský |
| \| \| 0–1 \| 13:49 – Ihnacak (Insam) \| \| Pasiut (Kowalówka, Dutka) – 26:22 \| 1–1 \| \| \| \| 1–2 \| 33:34 – Ant. Bernard (Ramoser) (SH) \| |                                       |                                     |                 | Játékvezetők: René Hradil Viki Trilar Vonalbírók: Rene Jensen Tibor Rovenský |
| 29 perc | Büntetések                            | 10 perc                             |                 | Játékvezetők: René Hradil Viki Trilar Vonalbírók: Rene Jensen Tibor Rovenský |
| 18 | Lövések                               | 28                                  |                 | Játékvezetők: René Hradil Viki Trilar Vonalbírók: Rene Jensen Tibor Rovenský |
| | 0–1                                   | 13:49 – Ihnacak (Insam)             |                 | Játékvezetők: René Hradil Viki Trilar Vonalbírók: Rene Jensen Tibor Rovenský |
| Pasiut (Kowalówka, Dutka) – 26:22 | 1–1                                   |                                     |                 | Játékvezetők: René Hradil Viki Trilar Vonalbírók: Rene Jensen Tibor Rovenský |
| | 1–2                                   | 33:34 – Ant. Bernard (Ramoser) (SH) |                 | Játékvezetők: René Hradil Viki Trilar Vonalbírók: Rene Jensen Tibor Rovenský |

| 2015. április 20. 13:00 | Kazahsztán | 5–0 (1–0, 3–0, 1–0) | Magyarország | Kraków Arena, Krakkó Nézőszám: 3289 |

| Jegyzőkönyv | Jegyzőkönyv     | Jegyzőkönyv | Jegyzőkönyv  | Jegyzőkönyv                                                                         |
| --- | --------------- | ----------- | ------------ | ----------------------------------------------------------------------------------- |
| | Pavel Poluektov | Kapusok     | Bálizs Bence | Játékvezetők: René Hradil Daniel Konc Vonalbírók: Tibor Rovenský Alexander Waldejer |
| \| Rudenko (Savchenko, Dallman) (PP2) – 01:43 \| 1–0 \| \| \| Vorontsov (Panshin, Litvinenko) – 25:50 \| 2–0 \| \| \| Dallman (Krasnoslobodtsev, Zhailauov) (PP) – 32:12 \| 3–0 \| \| \| Krasnoslobodtsev (Rymarev, Zhailauov) (PP) – 35:36 \| 4–0 \| \| \| Pushkaryov (Zhailauov) – 48:06 \| 5–0 \| \| |                 |             |              | Játékvezetők: René Hradil Daniel Konc Vonalbírók: Tibor Rovenský Alexander Waldejer |
| 4 perc | Büntetések      | 16 perc     |              | Játékvezetők: René Hradil Daniel Konc Vonalbírók: Tibor Rovenský Alexander Waldejer |
| 22 | Lövések         | 12          |              | Játékvezetők: René Hradil Daniel Konc Vonalbírók: Tibor Rovenský Alexander Waldejer |
| Rudenko (Savchenko, Dallman) (PP2) – 01:43 | 1–0             |             |              | Játékvezetők: René Hradil Daniel Konc Vonalbírók: Tibor Rovenský Alexander Waldejer |
| Vorontsov (Panshin, Litvinenko) – 25:50 | 2–0             |             |              | Játékvezetők: René Hradil Daniel Konc Vonalbírók: Tibor Rovenský Alexander Waldejer |
| Dallman (Krasnoslobodtsev, Zhailauov) (PP) – 32:12 | 3–0             |             |              | Játékvezetők: René Hradil Daniel Konc Vonalbírók: Tibor Rovenský Alexander Waldejer |
| Krasnoslobodtsev (Rymarev, Zhailauov) (PP) – 35:36 | 4–0             |             |              |                                                                                     |
| Pushkaryov (Zhailauov) – 48:06 | 5–0             |             |              |                                                                                     |

| 2015. április 20. 16:30 | Olaszország | 2–1 (h.u.) (0–0, 1–1, 0–0) h.u.: (1–0) | Ukrajna | Kraków Arena, Krakkó Nézőszám: 1392 |

| Jegyzőkönyv | Jegyzőkönyv     | Jegyzőkönyv                                  | Jegyzőkönyv         | Jegyzőkönyv                                                                             |
| --- | --------------- | -------------------------------------------- | ------------------- | --------------------------------------------------------------------------------------- |
| | Andreas Bernard | Kapusok                                      | Eduard Zakharchenko | Játékvezetők: Andris Ansons Marc Wiegand Vonalbírók: Dmitri Golyak Wojciech Moszczyński |
| \| Ihnacak (Marchetti, Insam) (PP) – 24:26 \| 1–0 \| \| \| \| 1–1 \| 26:25 – Zakharov (Bondaryev, Pobyedonostsev) \| \| Insam (Egger, Ant. Bernard) – 60:16 \| 2–1 \| \| |                 |                                              |                     | Játékvezetők: Andris Ansons Marc Wiegand Vonalbírók: Dmitri Golyak Wojciech Moszczyński |
| 12 perc | Büntetések      | 12 perc                                      |                     | Játékvezetők: Andris Ansons Marc Wiegand Vonalbírók: Dmitri Golyak Wojciech Moszczyński |
| 33 | Lövések         | 19                                           |                     | Játékvezetők: Andris Ansons Marc Wiegand Vonalbírók: Dmitri Golyak Wojciech Moszczyński |
| Ihnacak (Marchetti, Insam) (PP) – 24:26 | 1–0             |                                              |                     | Játékvezetők: Andris Ansons Marc Wiegand Vonalbírók: Dmitri Golyak Wojciech Moszczyński |
| | 1–1             | 26:25 – Zakharov (Bondaryev, Pobyedonostsev) |                     | Játékvezetők: Andris Ansons Marc Wiegand Vonalbírók: Dmitri Golyak Wojciech Moszczyński |
| Insam (Egger, Ant. Bernard) – 60:16 | 2–1             |                                              |                     | Játékvezetők: Andris Ansons Marc Wiegand Vonalbírók: Dmitri Golyak Wojciech Moszczyński |

| 2015. április 20. 20:00 | Japán | 0–2 (0–0, 0–0, 0–2) | Lengyelország | Kraków Arena, Krakkó Nézőszám: 2662 |

| Jegyzőkönyv | Jegyzőkönyv     | Jegyzőkönyv                              | Jegyzőkönyv        | Jegyzőkönyv                                                                    |
| --- | --------------- | ---------------------------------------- | ------------------ | ------------------------------------------------------------------------------ |
| | Yutaka Fukufuji | Kapusok                                  | Przemysław Odrobny | Játékvezetők: Gebei Péter Marcus Linde Vonalbírók: Andrew Dalton Matjaž Hribar |
| \| \| 0–1 \| 42:42 – Malasiński (Zapała, Kolusz) (PP) \| \| \| 0–2 \| 50:32 – Kolusz (Rompkowski, Kalinowski) \| |                 |                                          |                    | Játékvezetők: Gebei Péter Marcus Linde Vonalbírók: Andrew Dalton Matjaž Hribar |
| 2 perc | Büntetések      | 4 perc                                   |                    | Játékvezetők: Gebei Péter Marcus Linde Vonalbírók: Andrew Dalton Matjaž Hribar |
| 26 | Lövések         | 21                                       |                    | Játékvezetők: Gebei Péter Marcus Linde Vonalbírók: Andrew Dalton Matjaž Hribar |
| | 0–1             | 42:42 – Malasiński (Zapała, Kolusz) (PP) |                    | Játékvezetők: Gebei Péter Marcus Linde Vonalbírók: Andrew Dalton Matjaž Hribar |
| | 0–2             | 50:32 – Kolusz (Rompkowski, Kalinowski)  |                    | Játékvezetők: Gebei Péter Marcus Linde Vonalbírók: Andrew Dalton Matjaž Hribar |

| 2015. április 22. 13:00 | Kazahsztán | 7–2 (3–0, 0–0, 4–2) | Japán | Kraków Arena, Krakkó Nézőszám: 2479 |

| Jegyzőkönyv | Jegyzőkönyv     | Jegyzőkönyv                         | Jegyzőkönyv              | Jegyzőkönyv                                                                         |
| --- | --------------- | ----------------------------------- | ------------------------ | ----------------------------------------------------------------------------------- |
| | Pavel Poluektov | Kapusok                             | Yutaka Fukufuji Yuto Ito | Játékvezetők: Viki Trilar Marc Wiegand Vonalbírók: Rene Jensen Wojciech Moszczyński |
| \| Dallman (Rudenko, Starchenko) – 02:38 \| 1–0 \| \| \| Polishchuk (Semyonov, Dallman) (PP) – 06:48 \| 2–0 \| \| \| Starchenko – 19:03 \| 3–0 \| \| \| \| 3–1 \| 41:16 – Kuji (G. Tanaka, Nishiwaki) \| \| Starchenko (Panshin, Tryasunov) – 42:35 \| 4–1 \| \| \| Rudenko (Starchenko, Polishchuk) – 45:06 \| 5–1 \| \| \| Rymarev (Krasnoslobodtsev) – 48:09 \| 6–1 \| \| \| Polishchuk (Rudenko) – 52:52 \| 7–1 \| \| \| \| 7–2 \| 53:51 – G. Tanaka (Kuji, Nishiwaki) \| |                 |                                     |                          | Játékvezetők: Viki Trilar Marc Wiegand Vonalbírók: Rene Jensen Wojciech Moszczyński |
| 6 perc | Büntetések      | 6 perc                              |                          | Játékvezetők: Viki Trilar Marc Wiegand Vonalbírók: Rene Jensen Wojciech Moszczyński |
| 29 | Lövések         | 24                                  |                          | Játékvezetők: Viki Trilar Marc Wiegand Vonalbírók: Rene Jensen Wojciech Moszczyński |
| Dallman (Rudenko, Starchenko) – 02:38 | 1–0             |                                     |                          | Játékvezetők: Viki Trilar Marc Wiegand Vonalbírók: Rene Jensen Wojciech Moszczyński |
| Polishchuk (Semyonov, Dallman) (PP) – 06:48 | 2–0             |                                     |                          | Játékvezetők: Viki Trilar Marc Wiegand Vonalbírók: Rene Jensen Wojciech Moszczyński |
| Starchenko – 19:03 | 3–0             |                                     |                          | Játékvezetők: Viki Trilar Marc Wiegand Vonalbírók: Rene Jensen Wojciech Moszczyński |
| | 3–1             | 41:16 – Kuji (G. Tanaka, Nishiwaki) |                          |                                                                                     |
| Starchenko (Panshin, Tryasunov) – 42:35 | 4–1             |                                     |                          |                                                                                     |
| Rudenko (Starchenko, Polishchuk) – 45:06 | 5–1             |                                     |                          |                                                                                     |
| Rymarev (Krasnoslobodtsev) – 48:09 | 6–1             |                                     |                          |                                                                                     |
| Polishchuk (Rudenko) – 52:52 | 7–1             |                                     |                          |                                                                                     |
| | 7–2             | 53:51 – G. Tanaka (Kuji, Nishiwaki) |                          |                                                                                     |

| 2015. április 22. 16:30 | Olaszország | 1–4 (0–2, 0–0, 1–2) | Magyarország | Kraków Arena, Krakkó Nézőszám: 3125 |

| Jegyzőkönyv | Jegyzőkönyv     | Jegyzőkönyv                          | Jegyzőkönyv  | Jegyzőkönyv                                                                       |
| --- | --------------- | ------------------------------------ | ------------ | --------------------------------------------------------------------------------- |
| | Andreas Bernard | Kapusok                              | Miklós Rajna | Játékvezetők: Andris Ansons Marcus Linde Vonalbírók: Andrew Dalton Tibor Rovenský |
| \| \| 0–1 \| 10:52 – Koger (Banham, Sarauer) (PP) \| \| \| 0–2 \| 17:52 – Magosi (Nagy) \| \| \| 0–3 \| 43:01 – Sofron (Vas M., Koger) \| \| Egger (Ihnacak, Zanatta) – 45:16 \| 1–3 \| \| \| \| 1–4 \| 59:16 – Vas M. (ENG) \| |                 |                                      |              | Játékvezetők: Andris Ansons Marcus Linde Vonalbírók: Andrew Dalton Tibor Rovenský |
| 10 perc | Büntetések      | 8 perc                               |              | Játékvezetők: Andris Ansons Marcus Linde Vonalbírók: Andrew Dalton Tibor Rovenský |
| 11 | Lövések         | 21                                   |              | Játékvezetők: Andris Ansons Marcus Linde Vonalbírók: Andrew Dalton Tibor Rovenský |
| | 0–1             | 10:52 – Koger (Banham, Sarauer) (PP) |              | Játékvezetők: Andris Ansons Marcus Linde Vonalbírók: Andrew Dalton Tibor Rovenský |
| | 0–2             | 17:52 – Magosi (Nagy)                |              | Játékvezetők: Andris Ansons Marcus Linde Vonalbírók: Andrew Dalton Tibor Rovenský |
| | 0–3             | 43:01 – Sofron (Vas M., Koger)       |              | Játékvezetők: Andris Ansons Marcus Linde Vonalbírók: Andrew Dalton Tibor Rovenský |
| Egger (Ihnacak, Zanatta) – 45:16 | 1–3             |                                      |              |                                                                                   |
| | 1–4             | 59:16 – Vas M. (ENG)                 |              |                                                                                   |

| 2015. április 22. 20:00 | Lengyelország | 3–2 (0–0, 1–0, 2–2) | Ukrajna | Kraków Arena, Krakkó Nézőszám: 5975 |

| Jegyzőkönyv | Jegyzőkönyv        | Jegyzőkönyv                   | Jegyzőkönyv         | Jegyzőkönyv                                                                        |
| --- | ------------------ | ----------------------------- | ------------------- | ---------------------------------------------------------------------------------- |
| | Przemysław Odrobny | Kapusok                       | Eduard Zakharchenko | Játékvezetők: René Hradil Daniel Konc Vonalbírók: Dmitri Golyak Alexander Waldejer |
| \| Bagiński (Pasiut) (SH) – 33:13 \| 1–0 \| \| \| Rompkowski (Bryk, Kolusz) – 40:34 \| 2–0 \| \| \| \| 2–1 \| 41:46 – Gavryk (Zakharchenko) \| \| \| 2–2 \| 44:52 – Lyalka \| \| Rompkowski (Zapała, Kolusz) (PP) – 53:44 \| 3–2 \| \| |                    |                               |                     | Játékvezetők: René Hradil Daniel Konc Vonalbírók: Dmitri Golyak Alexander Waldejer |
| 8 perc | Büntetések         | 12 perc                       |                     | Játékvezetők: René Hradil Daniel Konc Vonalbírók: Dmitri Golyak Alexander Waldejer |
| 24 | Lövések            | 19                            |                     | Játékvezetők: René Hradil Daniel Konc Vonalbírók: Dmitri Golyak Alexander Waldejer |
| Bagiński (Pasiut) (SH) – 33:13 | 1–0                |                               |                     | Játékvezetők: René Hradil Daniel Konc Vonalbírók: Dmitri Golyak Alexander Waldejer |
| Rompkowski (Bryk, Kolusz) – 40:34 | 2–0                |                               |                     | Játékvezetők: René Hradil Daniel Konc Vonalbírók: Dmitri Golyak Alexander Waldejer |
| | 2–1                | 41:46 – Gavryk (Zakharchenko) |                     | Játékvezetők: René Hradil Daniel Konc Vonalbírók: Dmitri Golyak Alexander Waldejer |
| | 2–2                | 44:52 – Lyalka                |                     |                                                                                    |
| Rompkowski (Zapała, Kolusz) (PP) – 53:44 | 3–2                |                               |                     |                                                                                    |

| 2015. április 23. 13:00 | Japán | 3–2 (0–1, 1–0, 2–1) | Olaszország | Kraków Arena, Krakkó Nézőszám: 2572 |

| Jegyzőkönyv | Jegyzőkönyv     | Jegyzőkönyv                          | Jegyzőkönyv     | Jegyzőkönyv                                                                        |
| --- | --------------- | ------------------------------------ | --------------- | ---------------------------------------------------------------------------------- |
| | Yutaka Fukufuji | Kapusok                              | Andreas Bernard | Játékvezetők: René Hradil Daniel Konc Vonalbírók: Matjaž Hribar Alexander Waldejer |
| \| \| 0–1 \| 19:34 – Frigo (Gander, Ant. Bernard) \| \| Ushu (Takahashi, Yanadori) – 38:48 \| 1–1 \| \| \| \| 1–2 \| 47:24 – Ramoser (Ihnacak, Marchetti) \| \| Yanadori (G. Tanaka, Ushu) – 55:56 \| 2–2 \| \| \| Hirano – 57:06 \| 3–2 \| \| |                 |                                      |                 | Játékvezetők: René Hradil Daniel Konc Vonalbírók: Matjaž Hribar Alexander Waldejer |
| 0 perc | Büntetések      | 4 perc                               |                 | Játékvezetők: René Hradil Daniel Konc Vonalbírók: Matjaž Hribar Alexander Waldejer |
| 26 | Lövések         | 26                                   |                 | Játékvezetők: René Hradil Daniel Konc Vonalbírók: Matjaž Hribar Alexander Waldejer |
| | 0–1             | 19:34 – Frigo (Gander, Ant. Bernard) |                 | Játékvezetők: René Hradil Daniel Konc Vonalbírók: Matjaž Hribar Alexander Waldejer |
| Ushu (Takahashi, Yanadori) – 38:48 | 1–1             |                                      |                 | Játékvezetők: René Hradil Daniel Konc Vonalbírók: Matjaž Hribar Alexander Waldejer |
| | 1–2             | 47:24 – Ramoser (Ihnacak, Marchetti) |                 | Játékvezetők: René Hradil Daniel Konc Vonalbírók: Matjaž Hribar Alexander Waldejer |
| Yanadori (G. Tanaka, Ushu) – 55:56 | 2–2             |                                      |                 |                                                                                    |
| Hirano – 57:06 | 3–2             |                                      |                 |                                                                                    |

| 2015. április 23. 16:30 | Ukrajna | 2–4 (0–0, 2–1, 0–3) | Magyarország | Kraków Arena, Krakkó Nézőszám: 3774 |

| Jegyzőkönyv | Jegyzőkönyv         | Jegyzőkönyv                        | Jegyzőkönyv  | Jegyzőkönyv                                                                         |
| --- | ------------------- | ---------------------------------- | ------------ | ----------------------------------------------------------------------------------- |
| | Eduard Zakharchenko | Kapusok                            | Rajna Miklós | Játékvezetők: Marcus Linde Viki Trilar Vonalbírók: Rene Jensen Wojciech Moszczyński |
| \| Blagy (Mikhnov, Kugut) (PP) – 24:36 \| 1–0 \| \| \| Gnidenko (Mikhnov, Blagy) (PP) – 34:19 \| 2–0 \| \| \| \| 2–1 \| 36:44 – Sarauer (Banham, Gőz) \| \| \| 2–2 \| 51:26 – Koger (Sarauer, Hári) (PP) \| \| \| 2–3 \| 56:05 – Sarauer (Koger, Sofron) \| \| \| 2–4 \| 57:15 – Sofron (Kiss) (SH) \| |                     |                                    |              | Játékvezetők: Marcus Linde Viki Trilar Vonalbírók: Rene Jensen Wojciech Moszczyński |
| 6 perc | Büntetések          | 8 perc                             |              | Játékvezetők: Marcus Linde Viki Trilar Vonalbírók: Rene Jensen Wojciech Moszczyński |
| 17 | Lövések             | 32                                 |              | Játékvezetők: Marcus Linde Viki Trilar Vonalbírók: Rene Jensen Wojciech Moszczyński |
| Blagy (Mikhnov, Kugut) (PP) – 24:36 | 1–0                 |                                    |              | Játékvezetők: Marcus Linde Viki Trilar Vonalbírók: Rene Jensen Wojciech Moszczyński |
| Gnidenko (Mikhnov, Blagy) (PP) – 34:19 | 2–0                 |                                    |              | Játékvezetők: Marcus Linde Viki Trilar Vonalbírók: Rene Jensen Wojciech Moszczyński |
| | 2–1                 | 36:44 – Sarauer (Banham, Gőz)      |              | Játékvezetők: Marcus Linde Viki Trilar Vonalbírók: Rene Jensen Wojciech Moszczyński |
| | 2–2                 | 51:26 – Koger (Sarauer, Hári) (PP) |              |                                                                                     |
| | 2–3                 | 56:05 – Sarauer (Koger, Sofron)    |              |                                                                                     |
| | 2–4                 | 57:15 – Sofron (Kiss) (SH)         |              |                                                                                     |

| 2015. április 23. 20:00 | Kazahsztán | 3–2 (0–0, 2–1, 1–1) | Lengyelország | Kraków Arena, Krakkó Nézőszám: 9067 |

| Jegyzőkönyv | Jegyzőkönyv     | Jegyzőkönyv                                     | Jegyzőkönyv        | Jegyzőkönyv                                                                      |
| --- | --------------- | ----------------------------------------------- | ------------------ | -------------------------------------------------------------------------------- |
| | Pavel Poluektov | Kapusok                                         | Rafał Radziszewski | Játékvezetők: Andris Ansons Gebei Péter Vonalbírók: Andrew Dalton Tibor Rovenský |
| \| Savchenko (Dallman, Krasnoslobodtsev) (PP) – 29:34 \| 1–0 \| \| \| \| 1–1 \| 35:33 – Pociecha (Kowalówka, Chmielewski) (PP2) \| \| Starchenko (Rudenko) – 36:56 \| 2–1 \| \| \| \| 2–2 \| 48:20 – Kolusz (Bryk, Rompkowski) \| \| Starchenko (Savenkov) – 55:26 \| 3–2 \| \| |                 |                                                 |                    | Játékvezetők: Andris Ansons Gebei Péter Vonalbírók: Andrew Dalton Tibor Rovenský |
| 6 perc | Büntetések      | 10 perc                                         |                    | Játékvezetők: Andris Ansons Gebei Péter Vonalbírók: Andrew Dalton Tibor Rovenský |
| 27 | Lövések         | 23                                              |                    | Játékvezetők: Andris Ansons Gebei Péter Vonalbírók: Andrew Dalton Tibor Rovenský |
| Savchenko (Dallman, Krasnoslobodtsev) (PP) – 29:34 | 1–0             |                                                 |                    | Játékvezetők: Andris Ansons Gebei Péter Vonalbírók: Andrew Dalton Tibor Rovenský |
| | 1–1             | 35:33 – Pociecha (Kowalówka, Chmielewski) (PP2) |                    | Játékvezetők: Andris Ansons Gebei Péter Vonalbírók: Andrew Dalton Tibor Rovenský |
| Starchenko (Rudenko) – 36:56 | 2–1             |                                                 |                    | Játékvezetők: Andris Ansons Gebei Péter Vonalbírók: Andrew Dalton Tibor Rovenský |
| | 2–2             | 48:20 – Kolusz (Bryk, Rompkowski)               |                    |                                                                                  |
| Starchenko (Savenkov) – 55:26 | 3–2             |                                                 |                    |                                                                                  |

| 2015. április 25. 13:00 | Japán | 3–1 (0–0, 3–1, 0–0) | Ukrajna | Kraków Arena, Krakkó Nézőszám: 2467 |

| Jegyzőkönyv | Jegyzőkönyv     | Jegyzőkönyv                    | Jegyzőkönyv         | Jegyzőkönyv                                                                      |
| --- | --------------- | ------------------------------ | ------------------- | -------------------------------------------------------------------------------- |
| | Yutaka Fukufuji | Kapusok                        | Eduard Zakharchenko | Játékvezetők: Andris Ansons Gebei Péter Vonalbírók: Andrew Dalton Tibor Rovenský |
| \| \| 0–1 \| 28:13 – Blagy (Navarenko) (PP) \| \| Hirano (Yanadori, Obara) (PP) – 30:20 \| 1–1 \| \| \| Ueno (Obara, Minoshima) – 33:22 \| 2–1 \| \| \| Obara (Takahashi) (PP) – 36:00 \| 3–1 \| \| |                 |                                |                     | Játékvezetők: Andris Ansons Gebei Péter Vonalbírók: Andrew Dalton Tibor Rovenský |
| 14 perc | Büntetések      | 12 perc                        |                     | Játékvezetők: Andris Ansons Gebei Péter Vonalbírók: Andrew Dalton Tibor Rovenský |
| 21 | Lövések         | 27                             |                     | Játékvezetők: Andris Ansons Gebei Péter Vonalbírók: Andrew Dalton Tibor Rovenský |
| | 0–1             | 28:13 – Blagy (Navarenko) (PP) |                     | Játékvezetők: Andris Ansons Gebei Péter Vonalbírók: Andrew Dalton Tibor Rovenský |
| Hirano (Yanadori, Obara) (PP) – 30:20 | 1–1             |                                |                     | Játékvezetők: Andris Ansons Gebei Péter Vonalbírók: Andrew Dalton Tibor Rovenský |
| Ueno (Obara, Minoshima) – 33:22 | 2–1             |                                |                     | Játékvezetők: Andris Ansons Gebei Péter Vonalbírók: Andrew Dalton Tibor Rovenský |
| Obara (Takahashi) (PP) – 36:00 | 3–1             |                                |                     |                                                                                  |

| 2015. április 25. 16:30 | Olaszország | 0–3 (0–1, 0–0, 0–2) | Kazahsztán | Kraków Arena, Krakkó Nézőszám: 3110 |

| Jegyzőkönyv | Jegyzőkönyv     | Jegyzőkönyv                  | Jegyzőkönyv     | Jegyzőkönyv                                                                  |
| --- | --------------- | ---------------------------- | --------------- | ---------------------------------------------------------------------------- |
| | Andreas Bernard | Kapusok                      | Pavel Poluektov | Játékvezetők: Marcus Linde Viki Trilar Vonalbírók: Dmitri Golyak Rene Jensen |
| \| \| 0–1 \| 06:42 – Rymarev (Khudyakov) \| \| \| 0–2 \| 45:10 – Zhailauov (Savenkov) \| \| \| 0–3 \| 53:39 – Vorontsov (PS) \| |                 |                              |                 | Játékvezetők: Marcus Linde Viki Trilar Vonalbírók: Dmitri Golyak Rene Jensen |
| 6 perc | Büntetések      | 4 perc                       |                 | Játékvezetők: Marcus Linde Viki Trilar Vonalbírók: Dmitri Golyak Rene Jensen |
| 24 | Lövések         | 20                           |                 | Játékvezetők: Marcus Linde Viki Trilar Vonalbírók: Dmitri Golyak Rene Jensen |
| | 0–1             | 06:42 – Rymarev (Khudyakov)  |                 | Játékvezetők: Marcus Linde Viki Trilar Vonalbírók: Dmitri Golyak Rene Jensen |
| | 0–2             | 45:10 – Zhailauov (Savenkov) |                 | Játékvezetők: Marcus Linde Viki Trilar Vonalbírók: Dmitri Golyak Rene Jensen |
| | 0–3             | 53:39 – Vorontsov (PS)       |                 | Játékvezetők: Marcus Linde Viki Trilar Vonalbírók: Dmitri Golyak Rene Jensen |

| 2015. április 25. 20:00 | Magyarország | 2–1 (0–0, 0–0, 2–1) | Lengyelország | Kraków Arena, Krakkó Nézőszám: 12632 |

| Jegyzőkönyv | Jegyzőkönyv  | Jegyzőkönyv                            | Jegyzőkönyv        | Jegyzőkönyv                                                                         |
| --- | ------------ | -------------------------------------- | ------------------ | ----------------------------------------------------------------------------------- |
| | Miklós Rajna | Kapusok                                | Przemysław Odrobny | Játékvezetők: Daniel Konc Marc Wiegand Vonalbírók: Matjaž Hribar Alexander Waldejer |
| \| Hári (Banham, Sebők) – 41:30 \| 1–0 \| \| \| \| 1–1 \| 56:52 – Bryk (Pasiut, Rompkowski) (EA) \| \| Szirányi (ENG) – 59:54 \| 2–1 \| \| |              |                                        |                    | Játékvezetők: Daniel Konc Marc Wiegand Vonalbírók: Matjaž Hribar Alexander Waldejer |
| 4 perc | Büntetések   | 6 perc                                 |                    | Játékvezetők: Daniel Konc Marc Wiegand Vonalbírók: Matjaž Hribar Alexander Waldejer |
| 36 | Lövések      | 29                                     |                    | Játékvezetők: Daniel Konc Marc Wiegand Vonalbírók: Matjaž Hribar Alexander Waldejer |
| Hári (Banham, Sebők) – 41:30 | 1–0          |                                        |                    | Játékvezetők: Daniel Konc Marc Wiegand Vonalbírók: Matjaž Hribar Alexander Waldejer |
| | 1–1          | 56:52 – Bryk (Pasiut, Rompkowski) (EA) |                    | Játékvezetők: Daniel Konc Marc Wiegand Vonalbírók: Matjaž Hribar Alexander Waldejer |
| Szirányi (ENG) – 59:54 | 2–1          |                                        |                    | Játékvezetők: Daniel Konc Marc Wiegand Vonalbírók: Matjaž Hribar Alexander Waldejer |

### B csoport
| Nemzet         | M | Gy | HGy | HV | V | G+ | G- | Gk  | P  |
| -------------- | - | -- | --- | -- | - | -- | -- | --- | -- |
| Dél-Korea      | 5 | 4  | 0   | 0  | 1 | 30 | 11 | +19 | 12 |
| Nagy-Britannia | 5 | 3  | 1   | 0  | 1 | 13 | 10 | +3  | 11 |
| Litvánia       | 5 | 3  | 0   | 0  | 2 | 11 | 12 | −1  | 9  |
| Horvátország   | 5 | 2  | 0   | 1  | 2 | 16 | 20 | −4  | 7  |
| Észtország     | 5 | 1  | 0   | 0  | 4 | 10 | 21 | −11 | 3  |
| Hollandia      | 5 | 1  | 0   | 0  | 4 | 9  | 15 | −6  | 3  |

| 2015. április 13. 13:00 | Nagy-Britannia | 3–2 (h.u.) (0–1, 0–0, 2–1) (h.u.: 1–0) | Horvátország | IJssportcentrum, Eindhoven Nézőszám: 750 |

| Jegyzőkönyv | Jegyzőkönyv | Jegyzőkönyv                      | Jegyzőkönyv   | Jegyzőkönyv                                                            |
| --- | ----------- | -------------------------------- | ------------- | ---------------------------------------------------------------------- |
| | Ben Bowns   | Kapusok                          | Mark Dekanich | Játékvezető: Shane Warschaw Vonalbírók: Marek Hlavatý Sotaro Yamaguchi |
| \| \| 0–1 \| 16:57 – Glumac (SH) \| \| \| 0–2 \| 52:57 – Perkovich (Sertich) (PP) \| \| O'Connor (Myers) (PP) – 52:57 \| 1–2 \| \| \| Richardson (Dowd) (EA) – 59:55 \| 2–2 \| \| \| Richardson (O'Connor) – 60:11 \| 3–2 \| \| |             |                                  |               | Játékvezető: Shane Warschaw Vonalbírók: Marek Hlavatý Sotaro Yamaguchi |
| 10 perc | Büntetések  | 24 perc                          |               | Játékvezető: Shane Warschaw Vonalbírók: Marek Hlavatý Sotaro Yamaguchi |
| 36 | Lövések     | 30                               |               | Játékvezető: Shane Warschaw Vonalbírók: Marek Hlavatý Sotaro Yamaguchi |
| | 0–1         | 16:57 – Glumac (SH)              |               | Játékvezető: Shane Warschaw Vonalbírók: Marek Hlavatý Sotaro Yamaguchi |
| | 0–2         | 52:57 – Perkovich (Sertich) (PP) |               | Játékvezető: Shane Warschaw Vonalbírók: Marek Hlavatý Sotaro Yamaguchi |
| O'Connor (Myers) (PP) – 52:57 | 1–2         |                                  |               | Játékvezető: Shane Warschaw Vonalbírók: Marek Hlavatý Sotaro Yamaguchi |
| Richardson (Dowd) (EA) – 59:55 | 2–2         |                                  |               |                                                                        |
| Richardson (O'Connor) – 60:11 | 3–2         |                                  |               |                                                                        |

| 2015. április 13. 16:30 | Észtország | 3–7 (1–2, 1–3, 1–2) | Dél-Korea | IJssportcentrum, Eindhoven Nézőszám: 750 |

| Jegyzőkönyv | Jegyzőkönyv           | Jegyzőkönyv                           | Jegyzőkönyv   | Jegyzőkönyv                                                     |
| --- | --------------------- | ------------------------------------- | ------------- | --------------------------------------------------------------- |
| | Villem-Henrik Koitmaa | Kapusok                               | Park Kye-hoon | Játékvezető: Jeff Ingram Vonalbírók: Louis Beelen Pasi Nieminen |
| \| \| 0–1 \| 04:10 – Kim S. (Kim W., Kim K.) (PP) \| \| \| 0–2 \| 17:20 – Swift (Cho, Lee D.) \| \| Makrov – 18:22 \| 1–2 \| \| \| \| 1–3 \| 25:01 – Testwuide \| \| Makrov (Rooba) – 32:15 \| 2–3 \| \| \| \| 2–4 \| 38:31 – Lee You. \| \| \| 2–5 \| 39:54 – Sung (Testwuide) (SH) \| \| Titarenko (Embrich, Makrov) (PP) – 42:27 \| 3–5 \| \| \| \| 3–6 \| 47:21 – Swift (Shin H., Park W.) \| \| \| 3–7 \| 57:54 – Testwuide (Park W.) (SH, ENG) \| |                       |                                       |               | Játékvezető: Jeff Ingram Vonalbírók: Louis Beelen Pasi Nieminen |
| 31 perc | Büntetések            | 6 perc                                |               | Játékvezető: Jeff Ingram Vonalbírók: Louis Beelen Pasi Nieminen |
| 25 | Lövések               | 48                                    |               | Játékvezető: Jeff Ingram Vonalbírók: Louis Beelen Pasi Nieminen |
| | 0–1                   | 04:10 – Kim S. (Kim W., Kim K.) (PP)  |               | Játékvezető: Jeff Ingram Vonalbírók: Louis Beelen Pasi Nieminen |
| | 0–2                   | 17:20 – Swift (Cho, Lee D.)           |               | Játékvezető: Jeff Ingram Vonalbírók: Louis Beelen Pasi Nieminen |
| Makrov – 18:22 | 1–2                   |                                       |               | Játékvezető: Jeff Ingram Vonalbírók: Louis Beelen Pasi Nieminen |
| | 1–3                   | 25:01 – Testwuide                     |               |                                                                 |
| Makrov (Rooba) – 32:15 | 2–3                   |                                       |               |                                                                 |
| | 2–4                   | 38:31 – Lee You.                      |               |                                                                 |
| | 2–5                   | 39:54 – Sung (Testwuide) (SH)         |               |                                                                 |
| Titarenko (Embrich, Makrov) (PP) – 42:27 | 3–5                   |                                       |               |                                                                 |
| | 3–6                   | 47:21 – Swift (Shin H., Park W.)      |               |                                                                 |
| | 3–7                   | 57:54 – Testwuide (Park W.) (SH, ENG) |               |                                                                 |

| 2015. április 13. 20:00 | Hollandia | 0–1 (0–1, 0–0, 0–0) | Litvánia | IJssportcentrum, Eindhoven Nézőszám: 1500 |

| Jegyzőkönyv                                         | Jegyzőkönyv   | Jegyzőkönyv                         | Jegyzőkönyv    | Jegyzőkönyv                                                          |
| --------------------------------------------------- | ------------- | ----------------------------------- | -------------- | -------------------------------------------------------------------- |
|                                                     | Ian Meierdres | Kapusok                             | Mantas Armalis | Játékvezető: Jacob Grumsen Vonalbírók: Frederic Monnaie David Perduv |
| \| \| 0–1 \| 00:11 – Bosas (Gintautas, Bogdziul) \| |               |                                     |                | Játékvezető: Jacob Grumsen Vonalbírók: Frederic Monnaie David Perduv |
| 20 perc                                             | Büntetések    | 10 perc                             |                | Játékvezető: Jacob Grumsen Vonalbírók: Frederic Monnaie David Perduv |
| 35                                                  | Lövések       | 26                                  |                | Játékvezető: Jacob Grumsen Vonalbírók: Frederic Monnaie David Perduv |
|                                                     | 0–1           | 00:11 – Bosas (Gintautas, Bogdziul) |                | Játékvezető: Jacob Grumsen Vonalbírók: Frederic Monnaie David Perduv |

| 2015. április 14. 13:00 | Észtország | 1–2 (0–1, 1–0, 0–1) | Nagy-Britannia | IJssportcentrum, Eindhoven Nézőszám: 500 |

| Jegyzőkönyv | Jegyzőkönyv     | Jegyzőkönyv                          | Jegyzőkönyv | Jegyzőkönyv                                                      |
| --- | --------------- | ------------------------------------ | ----------- | ---------------------------------------------------------------- |
| | Roman Shumikhin | Kapusok                              | Ben Bowns   | Játékvezető: Anssi Salonen Vonalbírók: Louis Beelen David Perduv |
| \| \| 0–1 \| 15:36 – D. Phillips (Weaver, Cowley) \| \| Rooba (Makrov) – 33:19 \| 1–1 \| \| \| \| 1–2 \| 54:10 – Farmer (Weaver, D. Phillips) \| |                 |                                      |             | Játékvezető: Anssi Salonen Vonalbírók: Louis Beelen David Perduv |
| 2 perc | Büntetések      | 6 perc                               |             | Játékvezető: Anssi Salonen Vonalbírók: Louis Beelen David Perduv |
| 30 | Lövések         | 32                                   |             | Játékvezető: Anssi Salonen Vonalbírók: Louis Beelen David Perduv |
| | 0–1             | 15:36 – D. Phillips (Weaver, Cowley) |             | Játékvezető: Anssi Salonen Vonalbírók: Louis Beelen David Perduv |
| Rooba (Makrov) – 33:19 | 1–1             |                                      |             | Játékvezető: Anssi Salonen Vonalbírók: Louis Beelen David Perduv |
| | 1–2             | 54:10 – Farmer (Weaver, D. Phillips) |             | Játékvezető: Anssi Salonen Vonalbírók: Louis Beelen David Perduv |

| 2015. április 14. 16:30 | Horvátország | 4–1 (0–1, 2–0, 2–0) | Litvánia | IJssportcentrum, Eindhoven Nézőszám: 350 |

| Jegyzőkönyv | Jegyzőkönyv   | Jegyzőkönyv               | Jegyzőkönyv    | Jegyzőkönyv                                                              |
| --- | ------------- | ------------------------- | -------------- | ------------------------------------------------------------------------ |
| | Mark Dekanich | Kapusok                   | Mantas Armalis | Játékvezető: Jeff Ingram Vonalbírók: Frederic Monnaie Ulrich Pardatscher |
| \| \| 0–1 \| 17:42 – Čižas (Nomanovas) \| \| Perkovich (Letang) – 30:56 \| 1–1 \| \| \| Sertich (Waugh, Dekanich) (PP2) – 33:34 \| 2–1 \| \| \| Kinasewich (Sertich, Murray) (PP) – 46:26 \| 3–1 \| \| \| Murray (Perkovich, Waugh) (ENG) – 59:26 \| 4–1 \| \| |               |                           |                | Játékvezető: Jeff Ingram Vonalbírók: Frederic Monnaie Ulrich Pardatscher |
| 20 perc | Büntetések    | 16 perc                   |                | Játékvezető: Jeff Ingram Vonalbírók: Frederic Monnaie Ulrich Pardatscher |
| 35 | Lövések       | 31                        |                | Játékvezető: Jeff Ingram Vonalbírók: Frederic Monnaie Ulrich Pardatscher |
| | 0–1           | 17:42 – Čižas (Nomanovas) |                | Játékvezető: Jeff Ingram Vonalbírók: Frederic Monnaie Ulrich Pardatscher |
| Perkovich (Letang) – 30:56 | 1–1           |                           |                | Játékvezető: Jeff Ingram Vonalbírók: Frederic Monnaie Ulrich Pardatscher |
| Sertich (Waugh, Dekanich) (PP2) – 33:34 | 2–1           |                           |                | Játékvezető: Jeff Ingram Vonalbírók: Frederic Monnaie Ulrich Pardatscher |
| Kinasewich (Sertich, Murray) (PP) – 46:26 | 3–1           |                           |                |                                                                          |
| Murray (Perkovich, Waugh) (ENG) – 59:26 | 4–1           |                           |                |                                                                          |

| 2015. április 14. 20:00 | Dél-Korea | 7–1 (2–0, 3–1, 2–0) | Hollandia | IJssportcentrum, Eindhoven Nézőszám: 920 |

| Jegyzőkönyv | Jegyzőkönyv  | Jegyzőkönyv               | Jegyzőkönyv                      | Jegyzőkönyv                                                         |
| --- | ------------ | ------------------------- | -------------------------------- | ------------------------------------------------------------------- |
| | Park Sung-je | Kapusok                   | Ian Meierdres Martijn Oosterwijk | Játékvezető: Shane Warschaw Vonalbírók: Marek Hlavatý Pasi Nieminen |
| \| Shin S. (Testwuide) – 04:03 \| 1–0 \| \| \| Cho (Testwuide, Shin S.) – 15:30 \| 2–0 \| \| \| Lee D. (Swift) (PP) – 22:13 \| 3–0 \| \| \| Swift (Cho) (PP) – 31:01 \| 4–0 \| \| \| Swift (Shin H.) (PP) – 34:30 \| 5–0 \| \| \| \| 5–1 \| 39:34 – K. Bruijsten (PP) \| \| Lee D. (Kim S., Kim K.) – 48:32 \| 6–1 \| \| \| Cho (Oh) (PP) – 51:17 \| 7–1 \| \| |              |                           |                                  | Játékvezető: Shane Warschaw Vonalbírók: Marek Hlavatý Pasi Nieminen |
| 20 perc | Büntetések   | 12 perc                   |                                  | Játékvezető: Shane Warschaw Vonalbírók: Marek Hlavatý Pasi Nieminen |
| 37 | Lövések      | 18                        |                                  | Játékvezető: Shane Warschaw Vonalbírók: Marek Hlavatý Pasi Nieminen |
| Shin S. (Testwuide) – 04:03 | 1–0          |                           |                                  | Játékvezető: Shane Warschaw Vonalbírók: Marek Hlavatý Pasi Nieminen |
| Cho (Testwuide, Shin S.) – 15:30 | 2–0          |                           |                                  | Játékvezető: Shane Warschaw Vonalbírók: Marek Hlavatý Pasi Nieminen |
| Lee D. (Swift) (PP) – 22:13 | 3–0          |                           |                                  | Játékvezető: Shane Warschaw Vonalbírók: Marek Hlavatý Pasi Nieminen |
| Swift (Cho) (PP) – 31:01 | 4–0          |                           |                                  |                                                                     |
| Swift (Shin H.) (PP) – 34:30 | 5–0          |                           |                                  |                                                                     |
| | 5–1          | 39:34 – K. Bruijsten (PP) |                                  |                                                                     |
| Lee D. (Kim S., Kim K.) – 48:32 | 6–1          |                           |                                  |                                                                     |
| Cho (Oh) (PP) – 51:17 | 7–1          |                           |                                  |                                                                     |

| 2015. április 16. 13:00 | Litvánia | 6–1 (2–0, 0–1, 4–0) | Észtország | IJssportcentrum, Eindhoven Nézőszám: 300 |

| Jegyzőkönyv | Jegyzőkönyv    | Jegyzőkönyv                             | Jegyzőkönyv     | Jegyzőkönyv                                                            |
| --- | -------------- | --------------------------------------- | --------------- | ---------------------------------------------------------------------- |
| | Mantas Armalis | Kapusok                                 | Roman Shumikhin | Játékvezető: Shane Warschaw Vonalbírók: Pasi Nieminen Sotaro Yamaguchi |
| \| Bendžius – 04:58 \| 1–0 \| \| \| Pliskauskas (Ališauskas) (PP) – 19:02 \| 2–0 \| \| \| \| 2–1 \| 25:16 – Sibirtsev (Andrejev, Titarenko) \| \| Bendžius – 43:30 \| 3–1 \| \| \| Kieras (Bosas, Ališauskas) (PP) – 49:26 \| 4–1 \| \| \| Nomanovas (Bogdziul) (ENG) – 53:29 \| 5–1 \| \| \| Pliskauskas – 56:48 \| 6–1 \| \| |                |                                         |                 | Játékvezető: Shane Warschaw Vonalbírók: Pasi Nieminen Sotaro Yamaguchi |
| 8 perc | Büntetések     | 6 perc                                  |                 | Játékvezető: Shane Warschaw Vonalbírók: Pasi Nieminen Sotaro Yamaguchi |
| 30 | Lövések        | 26                                      |                 | Játékvezető: Shane Warschaw Vonalbírók: Pasi Nieminen Sotaro Yamaguchi |
| Bendžius – 04:58 | 1–0            |                                         |                 | Játékvezető: Shane Warschaw Vonalbírók: Pasi Nieminen Sotaro Yamaguchi |
| Pliskauskas (Ališauskas) (PP) – 19:02 | 2–0            |                                         |                 | Játékvezető: Shane Warschaw Vonalbírók: Pasi Nieminen Sotaro Yamaguchi |
| | 2–1            | 25:16 – Sibirtsev (Andrejev, Titarenko) |                 | Játékvezető: Shane Warschaw Vonalbírók: Pasi Nieminen Sotaro Yamaguchi |
| Bendžius – 43:30 | 3–1            |                                         |                 |                                                                        |
| Kieras (Bosas, Ališauskas) (PP) – 49:26 | 4–1            |                                         |                 |                                                                        |
| Nomanovas (Bogdziul) (ENG) – 53:29 | 5–1            |                                         |                 |                                                                        |
| Pliskauskas – 56:48 | 6–1            |                                         |                 |                                                                        |

| 2015. április 16. 16:30 | Dél-Korea | 2–3 (1–0, 1–2, 0–1) | Nagy-Britannia | IJssportcentrum, Eindhoven Nézőszám: 700 |

| Jegyzőkönyv | Jegyzőkönyv  | Jegyzőkönyv                     | Jegyzőkönyv | Jegyzőkönyv                                                       |
| --- | ------------ | ------------------------------- | ----------- | ----------------------------------------------------------------- |
| | Park Sung-je | Kapusok                         | Ben Bowns   | Játékvezető: Jacob Grumsen Vonalbírók: Louis Beelen Marek Hlavatý |
| \| Park W. (Lee D., Kim W.) – 19:38 \| 1–0 \| \| \| Kim K. (Kim S., Radunske) – 20:35 \| 2–0 \| \| \| \| 2–1 \| 20:51 – Farmer \| \| \| 2–2 \| 33:35 – O'Connor (Weaver) (PP2) \| \| \| 2–3 \| 46:39 – O'Connor (PS) \| |              |                                 |             | Játékvezető: Jacob Grumsen Vonalbírók: Louis Beelen Marek Hlavatý |
| 14 perc | Büntetések   | 12 perc                         |             | Játékvezető: Jacob Grumsen Vonalbírók: Louis Beelen Marek Hlavatý |
| 30 | Lövések      | 30                              |             | Játékvezető: Jacob Grumsen Vonalbírók: Louis Beelen Marek Hlavatý |
| Park W. (Lee D., Kim W.) – 19:38 | 1–0          |                                 |             | Játékvezető: Jacob Grumsen Vonalbírók: Louis Beelen Marek Hlavatý |
| Kim K. (Kim S., Radunske) – 20:35 | 2–0          |                                 |             | Játékvezető: Jacob Grumsen Vonalbírók: Louis Beelen Marek Hlavatý |
| | 2–1          | 20:51 – Farmer                  |             | Játékvezető: Jacob Grumsen Vonalbírók: Louis Beelen Marek Hlavatý |
| | 2–2          | 33:35 – O'Connor (Weaver) (PP2) |             |                                                                   |
| | 2–3          | 46:39 – O'Connor (PS)           |             |                                                                   |

| 2015. április 16. 20:00 | Horvátország | 2–5 (2–2, 0–1, 0–2) | Hollandia | IJssportcentrum, Eindhoven Nézőszám: 1350 |

| Jegyzőkönyv | Jegyzőkönyv   | Jegyzőkönyv                               | Jegyzőkönyv        | Jegyzőkönyv                                                            |
| --- | ------------- | ----------------------------------------- | ------------------ | ---------------------------------------------------------------------- |
| | Mark Dekanich | Kapusok                                   | Martijn Oosterwijk | Játékvezető: Anssi Salonen Vonalbírók: Ulrich Pardatscher David Perduv |
| \| Perkovich – 00:12 \| 1–0 \| \| \| \| 1–1 \| 12:28 – Demelinne (K. Bruijsten) \| \| \| 1–2 \| 15:06 – Bruijsten (Wurm, Tummers) (PP) \| \| Murray (Kinasewich, Letang) – 19:22 \| 2–2 \| \| \| \| 2–3 \| 39:36 – Wurm (Hagemeijer, Van den Heuvel) \| \| \| 2–4 \| 42:24 – Brekelmans (De Jong, Van Lijden) \| \| \| 2–5 \| 59:58 – Hagemeijer (ENG) \| |               |                                           |                    | Játékvezető: Anssi Salonen Vonalbírók: Ulrich Pardatscher David Perduv |
| 18 perc | Büntetések    | 8 perc                                    |                    | Játékvezető: Anssi Salonen Vonalbírók: Ulrich Pardatscher David Perduv |
| 24 | Lövések       | 28                                        |                    | Játékvezető: Anssi Salonen Vonalbírók: Ulrich Pardatscher David Perduv |
| Perkovich – 00:12 | 1–0           |                                           |                    | Játékvezető: Anssi Salonen Vonalbírók: Ulrich Pardatscher David Perduv |
| | 1–1           | 12:28 – Demelinne (K. Bruijsten)          |                    | Játékvezető: Anssi Salonen Vonalbírók: Ulrich Pardatscher David Perduv |
| | 1–2           | 15:06 – Bruijsten (Wurm, Tummers) (PP)    |                    | Játékvezető: Anssi Salonen Vonalbírók: Ulrich Pardatscher David Perduv |
| Murray (Kinasewich, Letang) – 19:22 | 2–2           |                                           |                    |                                                                        |
| | 2–3           | 39:36 – Wurm (Hagemeijer, Van den Heuvel) |                    |                                                                        |
| | 2–4           | 42:24 – Brekelmans (De Jong, Van Lijden)  |                    |                                                                        |
| | 2–5           | 59:58 – Hagemeijer (ENG)                  |                    |                                                                        |

| 2015. április 18. 13:00 | Litvánia | 0–5 (0–0, 0–3, 0–2) | Dél-Korea | IJssportcentrum, Eindhoven Nézőszám: 1500 |

| Jegyzőkönyv | Jegyzőkönyv    | Jegyzőkönyv                    | Jegyzőkönyv  | Jegyzőkönyv                                                            |
| --- | -------------- | ------------------------------ | ------------ | ---------------------------------------------------------------------- |
| | Mantas Armalis | Kapusok                        | Park Sung-je | Játékvezető: Anssi Salonen Vonalbírók: Ulrich Pardatscher David Perduv |
| \| \| 0–1 \| 29:28 – Ahn (Radunske, Kim K.) \| \| \| 0–2 \| 35:49 – Cho (Shin H., Shin S.) \| \| \| 0–3 \| 37:44 – Kim S. (Shin S.) (PP) \| \| \| 0–4 \| 52:01 – Lee You. (Kim H.) \| \| \| 0–5 \| 54:03 – Kim S. (Radunske) (PP) \| |                |                                |              | Játékvezető: Anssi Salonen Vonalbírók: Ulrich Pardatscher David Perduv |
| 12 perc | Büntetések     | 10 perc                        |              | Játékvezető: Anssi Salonen Vonalbírók: Ulrich Pardatscher David Perduv |
| 15 | Lövések        | 46                             |              | Játékvezető: Anssi Salonen Vonalbírók: Ulrich Pardatscher David Perduv |
| | 0–1            | 29:28 – Ahn (Radunske, Kim K.) |              | Játékvezető: Anssi Salonen Vonalbírók: Ulrich Pardatscher David Perduv |
| | 0–2            | 35:49 – Cho (Shin H., Shin S.) |              | Játékvezető: Anssi Salonen Vonalbírók: Ulrich Pardatscher David Perduv |
| | 0–3            | 37:44 – Kim S. (Shin S.) (PP)  |              | Játékvezető: Anssi Salonen Vonalbírók: Ulrich Pardatscher David Perduv |
| | 0–4            | 52:01 – Lee You. (Kim H.)      |              |                                                                        |
| | 0–5            | 54:03 – Kim S. (Radunske) (PP) |              |                                                                        |

| 2015. április 18. 16:30 | Horvátország | 5–2 (1–2, 2–0, 2–0) | Észtország | IJssportcentrum, Eindhoven |

| Jegyzőkönyv | Jegyzőkönyv   | Jegyzőkönyv            | Jegyzőkönyv           | Jegyzőkönyv                                                           |
| --- | ------------- | ---------------------- | --------------------- | --------------------------------------------------------------------- |
| | Mark Dekanich | Kapusok                | Villem-Henrik Koitmaa | Játékvezető: Jacob Grumsen Vonalbírók: Marek Hlavatý Frederic Monnaie |
| \| \| 0–1 \| 06:23 – Makrov (Auksi) \| \| \| 0–2 \| 09:09 – Fedoruk \| \| Kinasewich (Sertich) – 11:28 \| 1–2 \| \| \| Perkovich (Blagus, Kegalj) – 23:52 \| 2–2 \| \| \| Miličić (Sertich, Murray) – 39:08 \| 3–2 \| \| \| Kinasewich (Murray) – 49:18 \| 4–2 \| \| \| Murray (ENG) – 58:37 \| 5–2 \| \| |               |                        |                       | Játékvezető: Jacob Grumsen Vonalbírók: Marek Hlavatý Frederic Monnaie |
| 4 perc | Büntetések    | 4 perc                 |                       | Játékvezető: Jacob Grumsen Vonalbírók: Marek Hlavatý Frederic Monnaie |
| 32 | Lövések       | 28                     |                       | Játékvezető: Jacob Grumsen Vonalbírók: Marek Hlavatý Frederic Monnaie |
| | 0–1           | 06:23 – Makrov (Auksi) |                       | Játékvezető: Jacob Grumsen Vonalbírók: Marek Hlavatý Frederic Monnaie |
| | 0–2           | 09:09 – Fedoruk        |                       | Játékvezető: Jacob Grumsen Vonalbírók: Marek Hlavatý Frederic Monnaie |
| Kinasewich (Sertich) – 11:28 | 1–2           |                        |                       | Játékvezető: Jacob Grumsen Vonalbírók: Marek Hlavatý Frederic Monnaie |
| Perkovich (Blagus, Kegalj) – 23:52 | 2–2           |                        |                       |                                                                       |
| Miličić (Sertich, Murray) – 39:08 | 3–2           |                        |                       |                                                                       |
| Kinasewich (Murray) – 49:18 | 4–2           |                        |                       |                                                                       |
| Murray (ENG) – 58:37 | 5–2           |                        |                       |                                                                       |

| 2015. április 18. 20:00 | Nagy-Britannia | 3–2 (3–1, 0–0, 0–1) | Hollandia | IJssportcentrum, Eindhoven Nézőszám: 2500 |

| Jegyzőkönyv | Jegyzőkönyv | Jegyzőkönyv                              | Jegyzőkönyv                      | Jegyzőkönyv                                                         |
| --- | ----------- | ---------------------------------------- | -------------------------------- | ------------------------------------------------------------------- |
| | Ben Bowns   | Kapusok                                  | Martijn Oosterwijk Ian Meierdres | Játékvezető: Jeff Ingram Vonalbírók: Pasi Nieminen Sotaro Yamaguchi |
| \| \| 0–1 \| 03:09 – Mason (Hagemeijer, Van Oorschot) \| \| Swindlehurst (O'Connor, Shields) – 04:01 \| 1–1 \| \| \| Blight (Peacock) – 09:24 \| 2–1 \| \| \| Peacock – 12:13 \| 3–1 \| \| \| \| 3–2 \| 53:38 – Houkes (Van Lijden, Tummers) \| |             |                                          |                                  | Játékvezető: Jeff Ingram Vonalbírók: Pasi Nieminen Sotaro Yamaguchi |
| 8 perc | Büntetések  | 2 perc                                   |                                  | Játékvezető: Jeff Ingram Vonalbírók: Pasi Nieminen Sotaro Yamaguchi |
| 30 | Lövések     | 17                                       |                                  | Játékvezető: Jeff Ingram Vonalbírók: Pasi Nieminen Sotaro Yamaguchi |
| | 0–1         | 03:09 – Mason (Hagemeijer, Van Oorschot) |                                  | Játékvezető: Jeff Ingram Vonalbírók: Pasi Nieminen Sotaro Yamaguchi |
| Swindlehurst (O'Connor, Shields) – 04:01 | 1–1         |                                          |                                  | Játékvezető: Jeff Ingram Vonalbírók: Pasi Nieminen Sotaro Yamaguchi |
| Blight (Peacock) – 09:24 | 2–1         |                                          |                                  | Játékvezető: Jeff Ingram Vonalbírók: Pasi Nieminen Sotaro Yamaguchi |
| Peacock – 12:13 | 3–1         |                                          |                                  |                                                                     |
| | 3–2         | 53:38 – Houkes (Van Lijden, Tummers)     |                                  |                                                                     |

| 2015. április 19. 13:00 | Dél-Korea | 9–4 (1–1, 5–2, 3–1) | Horvátország | IJssportcentrum, Eindhoven Nézőszám: 1500 |

| Jegyzőkönyv | Jegyzőkönyv  | Jegyzőkönyv                                     | Jegyzőkönyv                    | Jegyzőkönyv                                                      |
| --- | ------------ | ----------------------------------------------- | ------------------------------ | ---------------------------------------------------------------- |
| | Park Sung-je | Kapusok                                         | Mark Dekanich Mate Tomljenović | Játékvezető: Jeff Ingram Vonalbírók: Marek Hlavatý Pasi Nieminen |
| \| Swift (Testwuide) – 04:39 \| 1–0 \| \| \| \| 1–1 \| 09:39 – Blagus (Perkovich, Glumac) \| \| \| 1–2 \| 22:58 – Kinasewich (Miličić, Murray) (PP) \| \| Ahn (Kim W., Kim S.) (PP) – 24:43 \| 2–2 \| \| \| Kim K. (Kim S., Radunske) – 25:45 \| 3–2 \| \| \| Kim W. (Swift) – 26:14 \| 4–2 \| \| \| Kim K. (Kim S.) – 28:17 \| 5–2 \| \| \| \| 5–3 \| 30:10 – Brencun (Murray) (SH) \| \| Testwuide (Swift, Park W.) – 37:34 \| 6–3 \| \| \| Kim W. (Kim K., Radunske) (PP) – 48:49 \| 7–3 \| \| \| \| 7–4 \| 53:52 – Jačmenjak (Kinasewich, Martinović) (PP) \| \| Testwuide (Swift) – 54:13 \| 8–4 \| \| \| Kim S. (Radunske) – 55:27 \| 9–4 \| \| |              |                                                 |                                | Játékvezető: Jeff Ingram Vonalbírók: Marek Hlavatý Pasi Nieminen |
| 18 perc | Büntetések   | 80 perc                                         |                                | Játékvezető: Jeff Ingram Vonalbírók: Marek Hlavatý Pasi Nieminen |
| 39 | Lövések      | 20                                              |                                | Játékvezető: Jeff Ingram Vonalbírók: Marek Hlavatý Pasi Nieminen |
| Swift (Testwuide) – 04:39 | 1–0          |                                                 |                                | Játékvezető: Jeff Ingram Vonalbírók: Marek Hlavatý Pasi Nieminen |
| | 1–1          | 09:39 – Blagus (Perkovich, Glumac)              |                                | Játékvezető: Jeff Ingram Vonalbírók: Marek Hlavatý Pasi Nieminen |
| | 1–2          | 22:58 – Kinasewich (Miličić, Murray) (PP)       |                                | Játékvezető: Jeff Ingram Vonalbírók: Marek Hlavatý Pasi Nieminen |
| Ahn (Kim W., Kim S.) (PP) – 24:43 | 2–2          |                                                 |                                |                                                                  |
| Kim K. (Kim S., Radunske) – 25:45 | 3–2          |                                                 |                                |                                                                  |
| Kim W. (Swift) – 26:14 | 4–2          |                                                 |                                |                                                                  |
| Kim K. (Kim S.) – 28:17 | 5–2          |                                                 |                                |                                                                  |
| | 5–3          | 30:10 – Brencun (Murray) (SH)                   |                                |                                                                  |
| Testwuide (Swift, Park W.) – 37:34 | 6–3          |                                                 |                                |                                                                  |
| Kim W. (Kim K., Radunske) (PP) – 48:49 | 7–3          |                                                 |                                |                                                                  |
| | 7–4          | 53:52 – Jačmenjak (Kinasewich, Martinović) (PP) |                                |                                                                  |
| Testwuide (Swift) – 54:13 | 8–4          |                                                 |                                |                                                                  |
| Kim S. (Radunske) – 55:27 | 9–4          |                                                 |                                |                                                                  |

| 2015. április 19. 16:30 | Litvánia | 3–2 (0–1, 2–0, 1–1) | Nagy-Britannia | IJssportcentrum, Eindhoven Nézőszám: 1800 |

| Jegyzőkönyv | Jegyzőkönyv    | Jegyzőkönyv                         | Jegyzőkönyv | Jegyzőkönyv                                                          |
| --- | -------------- | ----------------------------------- | ----------- | -------------------------------------------------------------------- |
| | Mantas Armalis | Kapusok                             | Ben Bowns   | Játékvezető: Anssi Salonen Vonalbírók: Louis Beelen Sotaro Yamaguchi |
| \| \| 0–1 \| 14:08 – Garside (Thomas, Lachowicz) \| \| Nomanovas (Rybakov, Visockas) – 29:55 \| 1–1 \| \| \| Ališauskas (Kumeliauskas) – 37:45 \| 2–1 \| \| \| \| 2–2 \| 43:25 – Cowley (Weaver, Prince) \| \| Gintautas (Kieras, Ališauskas) (PP) – 53:01 \| 3–2 \| \| |                |                                     |             | Játékvezető: Anssi Salonen Vonalbírók: Louis Beelen Sotaro Yamaguchi |
| 33 perc | Büntetések     | 14 perc                             |             | Játékvezető: Anssi Salonen Vonalbírók: Louis Beelen Sotaro Yamaguchi |
| 15 | Lövések        | 37                                  |             | Játékvezető: Anssi Salonen Vonalbírók: Louis Beelen Sotaro Yamaguchi |
| | 0–1            | 14:08 – Garside (Thomas, Lachowicz) |             | Játékvezető: Anssi Salonen Vonalbírók: Louis Beelen Sotaro Yamaguchi |
| Nomanovas (Rybakov, Visockas) – 29:55 | 1–1            |                                     |             | Játékvezető: Anssi Salonen Vonalbírók: Louis Beelen Sotaro Yamaguchi |
| Ališauskas (Kumeliauskas) – 37:45 | 2–1            |                                     |             | Játékvezető: Anssi Salonen Vonalbírók: Louis Beelen Sotaro Yamaguchi |
| | 2–2            | 43:25 – Cowley (Weaver, Prince)     |             |                                                                      |
| Gintautas (Kieras, Ališauskas) (PP) – 53:01 | 3–2            |                                     |             |                                                                      |

| 2015. április 19. 20:00 | Hollandia | 1–3 (0–2, 1–0, 0–1) | Észtország | IJssportcentrum, Eindhoven Nézőszám: 1500 |

| Jegyzőkönyv | Jegyzőkönyv   | Jegyzőkönyv                              | Jegyzőkönyv     | Jegyzőkönyv                                                                 |
| --- | ------------- | ---------------------------------------- | --------------- | --------------------------------------------------------------------------- |
| | Ian Meierdres | Kapusok                                  | Roman Shumikhin | Játékvezető: Shane Warschaw Vonalbírók: Frederic Monnaie Ulrich Pardatscher |
| \| \| 0–1 \| 17:27 – Makrov (Lahesalu, Rooba) (PP2) \| \| \| 0–2 \| 18:49 – Makrov (Sibirtsev, Urushev) (PP) \| \| Tummers (Van de Velden, Hagemeijer) – 28:55 \| 1–2 \| \| \| \| 1–3 \| 59:08 – Makrov \| |               |                                          |                 | Játékvezető: Shane Warschaw Vonalbírók: Frederic Monnaie Ulrich Pardatscher |
| 22 perc | Büntetések    | 4 perc                                   |                 | Játékvezető: Shane Warschaw Vonalbírók: Frederic Monnaie Ulrich Pardatscher |
| 22 | Lövések       | 31                                       |                 | Játékvezető: Shane Warschaw Vonalbírók: Frederic Monnaie Ulrich Pardatscher |
| | 0–1           | 17:27 – Makrov (Lahesalu, Rooba) (PP2)   |                 | Játékvezető: Shane Warschaw Vonalbírók: Frederic Monnaie Ulrich Pardatscher |
| | 0–2           | 18:49 – Makrov (Sibirtsev, Urushev) (PP) |                 | Játékvezető: Shane Warschaw Vonalbírók: Frederic Monnaie Ulrich Pardatscher |
| Tummers (Van de Velden, Hagemeijer) – 28:55 | 1–2           |                                          |                 | Játékvezető: Shane Warschaw Vonalbírók: Frederic Monnaie Ulrich Pardatscher |
| | 1–3           | 59:08 – Makrov                           |                 |                                                                             |